# Garde manger

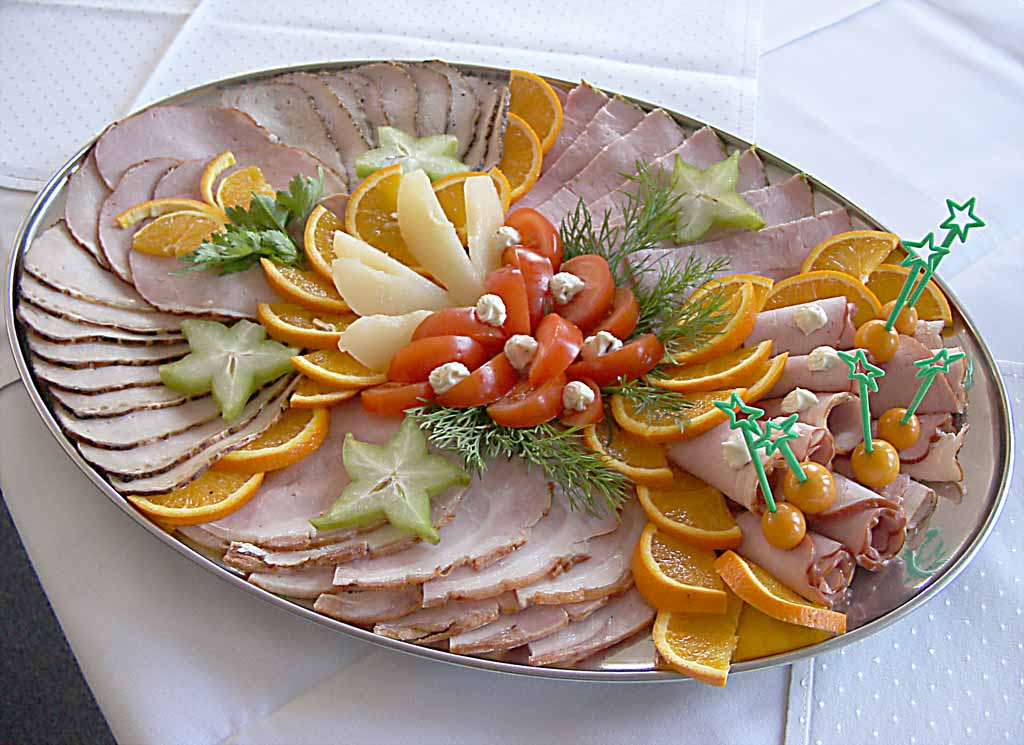
Una tabla de embutidos digna de un garde manger.

Garde manger, pronunciado [gaʀd mã.ʒe], es un término francés (literalmente, 'guardar para comer'.: 3 ) que designa un armario cuyas paredes están hechas de tela metálica o un armario exterior donde conservar alimentos.Se refiere en general a una área fría y bien ventilada donde se preparan platos salados fríos (tales como ensaladas, aperitivos, canapés, patés o terrinas) y se almacenan otras comidas bajo refrigeración.: 3 
La persona a cargo de esta área, y de todas las comidas saladas frías servidas por el restaurante, es conocida como el chef garde manger, o chef de despensa.: 3  Grandes hoteles y restaurantes pueden tener personal de garde manger a cargo de labores adicionales, tales como crear elementos decorativos de la presentación del buffet, por ejemplo esculpir en hielo o crear centros de mesa comestibles.

## Características
Básicamente, se refiere a dos conceptos dentro de la cocina, ambos relacionados con los alimentos fríos:
1. El chef profesional encargado de cortar los alimentos fríos (generalmente embutido), suele emplatarlos de tal forma que la presentación se denomina a veces también garde manger.
2. Antiguamente, la zona de la despensa donde se guardaban las carnes curadas y los quesos.

En algunos países esta profesión es denominada pantrista, derivado del inglés «pantry».
Las técnicas de garde manger se aplican a la elaboración de desayunos, ensaladas, hors d'œuvres (sándwiches, tapa, entremeses, etc.), sopas frías, aspics, buffets y charcutería diversa. Hoy en día es una profesión especializada de Chef.
En España, en lugar de garde manger se utiliza la expresión «cuarto frío» (en inglés, cold kitchen) para denominar la parte de la cocina dentro de los establecimientos hoteleros y de restauración donde:
- se conservan los alimentos perecederos
- se limpian y sazonan los alimentos que se consumen en crudo (principalmente hortalizas, frutas y algunas verduras)
- se confeccionan totalmente platos, guarniciones y salsas frías.

## Historia
La expresión garde manger se empleaba en la antigüedad (época de la alta Edad Media en Europa casi antes de la Revolución francesa) para identificar el espacio cercano a la cocina donde se guardaban jamones, embutidos, salchichas, quesos. En aquella época no había refrigeración eléctrica y se empleaban la sal, el azúcar y las especias como conservantes de los alimentos.
Cuando se preparaba un banquete, se guardaban en este espacio de la cocina los alimentos que necesitan frío para conservarse en buen estado. El concepto ha ido evolucionado con el tiempo y por esta razón se denomina tanto al espacio refrigerado como al lugar donde un chef especializado es el responsable de manipular los alimentos fríos. Hoy en día es un profesional muy valorado que existe en todas las cocinas de hoteles y restaurantes de la alta cocina.